# Fjodor Ťutin
Fjodor Anatoljevič Ťutin (někdy přepisováno jako Tjutin, rusky Фёдор Анатольевич Тютин; * 19. července 1983 Iževsk, Udmurtsko, Sovětský svaz) je bývalý ruský hokejový obránce.

## Individuální úspěchy
- CHL All-Rookie Team – 2001/02
- AHL All-Star Game – 2004

## Kolektivní úspěchy
- Zlatá medaile z MS 18' – 2001
- Zlatá medaile z MSJ – 2002, 2003
- Zlatá medaile z MS – 2008

## Klubové statistiky
| Sezona      | Klub                  | Soutěž      | Základní část | Základní část | Základní část | Základní část | Základní část | Play off | Play off | Play off | Play off | Play off |
| Sezona      | Klub                  | Soutěž      | Z             | G             | A             | B             | TM            | Z        | G        | A        | B        | TM       |
| ----------- | --------------------- | ----------- | ------------- | ------------- | ------------- | ------------- | ------------- | -------- | -------- | -------- | -------- | -------- |
| 2000/2001   | SKA Petrohrad         | RSL         | 36            | 2             | 4             | 6             | 20            | –        | –        | –        | –        | –        |
| 2001/2002   | Guelph Storm          | OHL         | 53            | 19            | 40            | 59            | 54            | 9        | 2        | 8        | 10       | 8        |
| 2002/2003   | SKA Petrohrad         | RSL         | 10            | 1             | 1             | 2             | 16            | –        | –        | –        | –        | –        |
| 2002/2003   | Ak Bars Kazaň         | RSL         | 10            | 0             | 0             | 0             | 8             | 5        | 0        | 0        | 0        | 4        |
| 2003/2004   | Hartford Wolf Pack    | AHL         | 43            | 5             | 9             | 14            | 50            | 16       | 0        | 5        | 5        | 18       |
| 2003/2004   | New York Rangers      | NHL         | 25            | 2             | 5             | 7             | 14            | –        | –        | –        | –        | –        |
| 2004/2005   | Hartford Wolf Pack    | AHL         | 13            | 2             | 1             | 3             | 10            | –        | –        | –        | –        | –        |
| 2004/2005   | SKA Petrohrad         | RSL         | 35            | 5             | 3             | 8             | 22            | –        | –        | –        | –        | –        |
| 2005/2006   | New York Rangers      | NHL         | 77            | 6             | 19            | 25            | 58            | 4        | 0        | 1        | 1        | 0        |
| 2006/2007   | New York Rangers      | NHL         | 66            | 2             | 12            | 14            | 44            | 10       | 0        | 5        | 5        | 8        |
| 2007/2008   | New York Rangers      | NHL         | 82            | 5             | 15            | 20            | 43            | 10       | 0        | 3        | 3        | 4        |
| 2008/2009   | Columbus Blue Jackets | NHL         | 82            | 9             | 25            | 34            | 81            | 4        | 0        | 0        | 0        | 0        |
| 2009/2010   | Columbus Blue Jackets | NHL         | 80            | 6             | 26            | 32            | 49            | –        | –        | –        | –        | –        |
| 2010/2011   | Columbus Blue Jackets | NHL         | 80            | 7             | 20            | 27            | 32            | –        | –        | –        | –        | –        |
| 2011/2012   | Columbus Blue Jackets | NHL         | 66            | 5             | 21            | 26            | 49            | –        | –        | –        | –        | –        |
| 2012/2013   | Atlant Mytišči        | KHL         | 17            | 1             | 2             | 3             | 8             | –        | –        | –        | –        | –        |
| 2012/2013   | Columbus Blue Jackets | NHL         | 48            | 4             | 18            | 22            | 28            | –        | –        | –        | –        | –        |
| 2013/2014   | Columbus Blue Jackets | NHL         | 69            | 4             | 22            | 26            | 44            | 4        | 1        | 1        | 2        | 4        |
| 2014/2015   | Columbus Blue Jackets | NHL         | 67            | 3             | 12            | 15            | 40            | –        | –        | –        | –        | –        |
| 2015/2016   | Columbus Blue Jackets | NHL         | 61            | 1             | 2             | 3             | 28            | –        | –        | –        | –        | –        |
| 2016/2017   | Colorado Avalanche    | NHL         | 69            | 1             | 12            | 13            | 38            | –        | –        | –        | –        | –        |
| NHL celkově | NHL celkově           | NHL celkově | 872           | 55            | 209           | 264           | 548           | 32       | 1        | 10       | 11       | 16       |

## Reprezentační statistiky
| 2001                   | Rusko 18'              | MS 18'                 | 6  | 1 | 4 | 5 | 18 | Zlatá medaile |
| 2002                   | Rusko 20'              | MSJ                    | 7  | 1 | 0 | 1 | 2  | Zlatá medaile |
| 2003                   | Rusko 20'              | MSJ                    | 6  | 0 | 3 | 3 | 12 | Zlatá medaile |
| Juniorská reprezentace | Juniorská reprezentace | Juniorská reprezentace | 19 | 2 | 7 | 9 | 32 |               |
| 2006                   | Rusko                  | ZOH                    | 8  | 0 | 1 | 1 | 4  | 4. místo      |
| 2008                   | Rusko                  | MS                     | 6  | 0 | 1 | 1 | 0  | Zlatá medaile |
| 2010                   | Rusko                  | ZOH                    | 4  | 0 | 2 | 2 | 2  | 6. místo      |
| 2011                   | Rusko                  | MS                     | 9  | 0 | 3 | 3 | 0  | 4. místo      |
| 2013                   | Rusko                  | MS                     | 8  | 0 | 1 | 1 | 8  | 6. místo      |
| Seniorská reprezentace | Seniorská reprezentace | Seniorská reprezentace | 35 | 0 | 8 | 8 | 14 |               |